# Toms Skujiņš
Toms Skujiņš (Carnikava, 15 de junho de 1991) é um ciclista profissional letão que atualmente corre para a equipa estadounidense Trek-Segafredo.

## Palmarés
- 2013
  - 1 etapa do Tour de Blida
  - Corrida da Paz sub-23, mais 1 etapa
  - 3.º no Campeonato da Letónia em Estrada

- 2014
  - Tour de Beauce, mais 2 etapas

- 2015
  - 1 etapa do Volta à Califórnia
  - Winston Salem Cycling Classic
    - UCI America Tour

- 2016
  - 1 etapa do Volta à Califórnia
  - 3.º no Campeonato da Letónia Contrarrelógio 
  - 3.º no Campeonato da Letónia em Estrada

- 2017
  - 1 etapa da Settimana Coppi e Bartali
  - 2.º no Campeonato da Letónia Contrarrelógio

- 2018
  - Troféu Lloseta-Andratx[1]
  - 1 etapa do Volta à Califórnia
  - Campeonato da Letónia Contrarrelógio  
  - Três Vales Varesinos

- 2019
  - Campeonato da Letónia em Estrada

- 2021
  - Campeonato da Letónia Contrarrelógio  
  - Campeonato da Letónia em Estrada

## Resultados em Grandes Voltas e Campeonatos do Mundo
Durante sua corrida desportiva tem conseguido os seguintes postos nas Grandes Voltas:
| Corrida                | Corrida                | 2011 | 2012 | 2013 | 2014 | 2015 | 2016 | 2017  | 2018 | 2019 | 2020 | 2021 |
| ---------------------- | ---------------------- | ---- | ---- | ---- | ---- | ---- | ---- | ----- | ---- | ---- | ---- | ---- |
|                        | Giro d'Italia          | —    | —    | —    | —    | —    | —    | —     | —    | —    | —    | —    |
|                        | Tour de France         | —    | —    | —    | —    | —    | —    | —     | 82.º | 81.º | 81.º | 71.º |
|                        | Volta a Espanha        | —    | —    | —    | —    | —    | —    | 123.º | —    | —    | —    | —    |
| Mundial em Estrada     | Mundial em Estrada     | —    | —    | —    | Ab.  | —    | —    | —     | 62.º | 21.º | 29.º | 60.º |
| Mundial Contrarrelógio | Mundial Contrarrelógio | —    | —    | —    | —    | —    | —    | —     | 44.º | —    | —    | —    |

—: não participa

Ab.: abandono